# Ruger SR9
Die Ruger SR9 ist eine Selbstladepistole mit dem Kaliber 9 × 19 mm. Die Pistole ist sowohl für die Polizei wie auch für die Selbstverteidigung konzipiert.

## Technik
Die Pistole funktioniert als Rückstoßlader mit starrer Verriegelung. Der Polymer-Rahmen erlaubte ein geringes Gewicht und erwies sich trotzdem als extrem zuverlässig und stabil. Am Abzug wurde eine Sicherung eingebaut (ab dem 9. April 2009, siehe Abschnitt Mängel), die verhindert, dass sich ein Schuss löst, falls die Waffe irgendwo anstößt oder herunterfällt. Die Handpolsterung der Pistole kann durch das Ausstoßen eines Stiftes flach oder leicht gerundet eingesetzt werden, je nach ergonomischem Bedürfnis des Schützen. Zusätzlich befindet sich vorne auf der Unterseite des Griffstücks eine Picatinny-Schiene, an welche verschiedene Zielhilfen montiert werden können. Ruger selbst bot allen Ruger SR9-Käufern eine Zeit lang einen grünen Laser zum halben Preis an. Dieser ist aber in der Schweiz nur mit einer kantonalen Sonderbewilligung zu erwerben. Die Waffe ist mit Polymer-Griffstück in den Farben Schwarz (Standard) oder Olivgrün lieferbar.

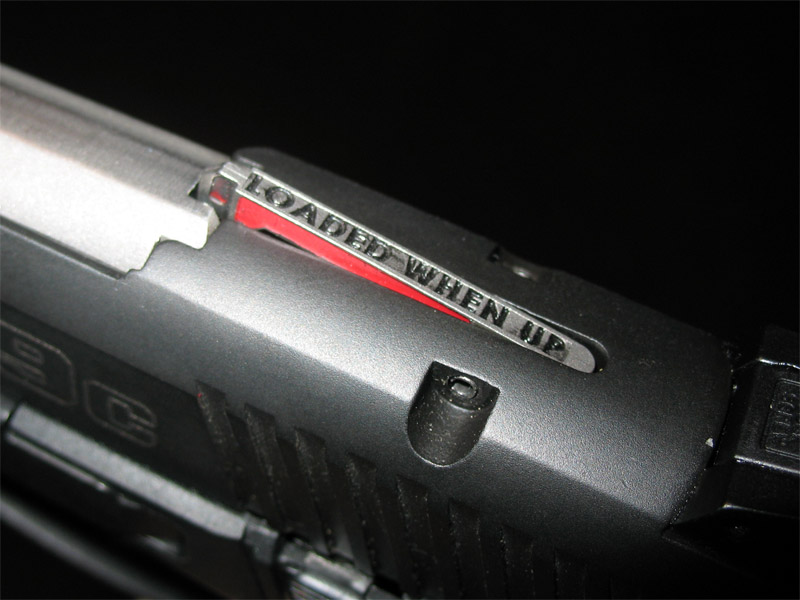
Der Auszieher dient auch als Ladestandsanzeige

Der rostfreie Stahlschlitten verfügt über einige Besonderheiten. Befindet sich eine Patrone im Patronenlager, schnellt eine Anzeige mit roten Strichen auf der Seite hinauf. Auf beiden Seiten des Schlittens befindet sich eine Sicherung, welche die Pistole auch für Linkshänder komfortabel bedienbar macht, da sich am Griffstück ebenfalls an beiden Seiten ein Knopf befindet, über den man das Magazin auswerfen kann. Die Visierung ist seitlich und in der Höhe voll verstellbar und wurde mit weißen Punkten versehen, die das Schießen auch an dunkleren Orten möglich macht. Der Schlitten wird in den Farben Silber (Standard) oder Schwarz hergestellt.
Im Magazin haben 17 Patronen Platz, da diese doppelreihig geladen werden. Löcher auf der Seite des schwarzen Magazins zeigen an, wie viele Patronen sich noch darin befinden.
Bei vielen Pistolen ist das trockene Schießen (Betätigen des Abzuges ohne vorheriges Laden einer Patrone bzw. Exerzierpatrone) nicht zu empfehlen, da dabei Schlagbolzen und Patronenlager beschädigt werden können. Die Ruger SR9 kann trocken geschossen werden, allerdings ist dazu notwendig, dass sich ein leeres Magazin in der Pistole befindet.

## Mängel
Am 9. April 2009 kündigte Ruger an, dass Notwendigkeit bestehe, Änderungen an der SR9 vornehmen:
Unter gewissen Umständen war es möglich, dass sich aus der geladenen und ungesicherten Pistole ein Schuss löste, wenn sie zu Boden fiel.
Betroffen waren Pistolen mit Seriennummern zwischen 330 und 30.000.
Der Mangel wurde durch Einbau der oben genannten Abzugssicherung behoben, was die Herstellerfirma kostenlos anbot.